# Jimmie Åkesson

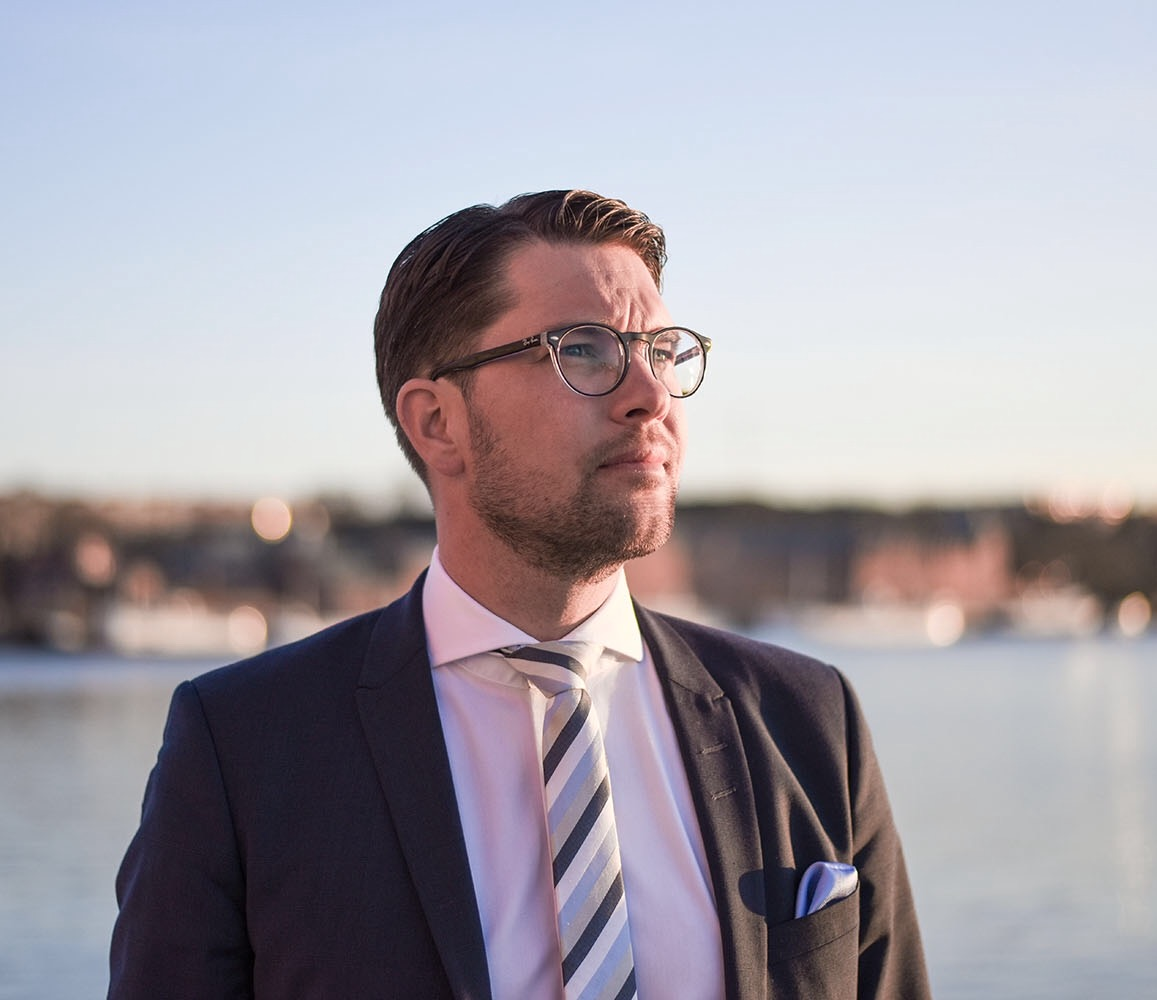
Jimmie Åkesson

Per Jimmie Åkesson (n. 17 mai 1979, Ivetofta⁠(d), Kristianstads län⁠(d), Suedia) este liderul partidului conservator Democrații Suedezi. Jimmie Åkesson este membru în Parlamentul suedez în urma alegerilor din 2010.